# أردشير زاهدي
أردشير زاهدي، (بالفارسية: اردشیر زاهدی) (16 أكتوبر 1928 - 18 نوفمبر 2021)، هو سياسي ودبلوماسي إيراني شغل منصب وزير خارجية البلاد من عام 1966 إلى عام 1971، وسفيرها في الولايات المتحدة والمملكة المتحدة خلال الستينيات والسبعينيات من القرن العشرين. وهو زوج شاهيناز بهلوي.

## حياته
ولد في طهران في 16 أكتوبر 1928، وهو نجل الجنرال فضل الله زاهدي، الذي شغل منصب رئيس الوزراء بعد مشاركته في الانقلاب الذي قادته وكالة المخابرات المركزية عام 1953 والذي أدى إلى سقوط محمد مصدق وزوجته خديجة بيرنيا.

محمد رضا بهلوي وأردشير زاهدي

## وفاته
توفي يوم 18 نوفمبر 2021 عن عمر يناهز 93 عامًا في مونترو بسويسرا.

## مرتبة الشرف

### الأوسمة الوطنية
- وسام التاج من الدرجة الأولى (دولة إيران الإمبراطورية)
- وسام همايون من الدرجة الأولى (إمبراطورية إيران)

### مرتبة الشرف الأجنبية
- الفارس الفخري جراند كروس من النظام الملكي الفيكتوري (GCVO) للمملكة المتحدة [ بحاجة لمصدر ]
- وسام الاستحقاق من جمهورية ألمانيا الغربية الاتحادية (27 مايو 1967)
- وسام الفيل الأبيض الأكثر تعالىًا في تايلاند (22 يناير 1968)
- </img> القائد الأعلى الفخري لأفضل وسام الولاء لتاج ماليزيا (SSM) في ماليزيا (1968) [5]
- وسام الكنز المقدس لليابان (1969)
- الصليب الأكبر للوسام الملكي لفاسا السويدية (1971)
- الوسام المكسيكي لنسر الأزتك المكسيكي (1975)
- فرسان الإسبتارية العسكرية المستقلة للقديس يوحنا القدس ورودس ومالطا (24 فبراير 2016)

## روابط خارجية
- Zahedi says Nixon approved start of Iran's $50 billion nuclear program in 1973 على يوتيوب ، صوت أمريكا ، 2006.
- Ambassador Zahedi's full interview على يوتيوب ، صوت أمريكا ، 2006.
- مقابلات أردشير زاهدي[وصلة مكسورة][ رابط معطل دائم ]
- سجل أوراق أردشير زاهيدي